# فرانك كيبل
فرانك كيبل (بالإنجليزية: Frank Cable)‏ هو مهندس أمريكي، ولد في 19 يونيو 1863 في نيو ميلفورد في الولايات المتحدة، وتوفي في 21 مايو 1945 في نيو لندن في الولايات المتحدة.